# Antiga Sede da Câmara Municipal de Santana de Parnaíba
A Antiga Sede da Câmara Municipal de Santana de Parnaíba é um edifício localizado em Santana de Parnaíba, onde atualmente funciona a Secretaria de Cultura e Turismo. O local foi tombado pelo CONDEPHAAT.

Estabelecida em 1625, é considerada a sétima mais antiga edificação de São Paulo.